# Уилям Дюбоа
Уилям Дюбоа е американски държавен служител, работил в Белия дом във Вашингтон, окръг Колумбия, от юни 1896 до януари 1901 година. Той е първият „главен разпоредител на Белия дом“ (на английски: White House Chief Usher). Преди това титлата е използвана само неофициално в пресата.

## Живот и кариера
Точната дата на раждането на Уилям Дюбоа е неясна. Некролози след смъртта му твърдят, че той е на около 70 години, което показва, че датата на неговото раждане е около 1840 или 1841 г. Малко се знае за ранния живот на Дюбоа, освен че е имал брат Исак и сестра Мери. Той е служил като войник в армията на Съюза по време на американската гражданска война под командването на генерал Уилям Шърман.
След Гражданската война Дюбоа се установява във Вашингтон, където постъпва в градската полиция. През 1880 г. е назначен за охрана в Белия дом. През 1881 г. Дюбоа е съден в местен съд за арестуване на човек без заповед, но е оправдан.
На 29 април 1881 г. той е назначен за разпоредител в Белия дом,  въпреки че продължава да работи в полицията. Напуска полицейското управление през 1892 г., след като достига ранг капитан. Назначен е за главен разпоредител в Белия дом. Той наследява на поста „Главен разпоредител“, заеман преди това от 1893 г. до 1895 г. от Карлос Декстър, офицер от армията на Съединените щати Титлата „Главен разпоредител“ е била използвана от пресата още през 1887 г., което показва, че един от разпоредителите е смятан за „главен“. Официално длъжността „Главен разпоредител“ е създадена през 1897 година и Дюбоа е първият, заел я официално, като остава на нея още четири години. Като главен разпоредител Дюбоа ръководи десет души персонал и отговаря за охраната и полицаите вътре в Белия дом (но не и в околния периметър). Дюбоа също така контролира достъпа на посетителите до Белия дом. Повече от 500 души на ден минават през сградата по работа или на посещение.
Здравето на Дюбоа никога не е било добро, което в крайна сметка води до оставката му. През 1892 г. боледува от малария в продължение на две седмици. В средата на 1899 г. се разболява отново от неопределена болест и има опасения, че няма да оцелее. Дюбоа оцелява и се връща на поста си на 20 декември 1899 г. Здравето му остава крехко и през януари 1902 г. иска да бъде прехвърлен в друга агенция на изпълнителната власт с по-леки задължения. Президентът Теодор Рузвелт дава съгласието си и Дюбоа отива да работи в Бюрото за пенсии.

## Пенсиониране и смърт
Не е ясно колко дълго Дюбоа работи преди да се пенсионира. Съпругата му, Мери Елън Дюбоа, умира през 1907 г. Дюбоа напуска Вашингтон за известно време (1909 г.), но след осем месеца се завръща отново да живее в града през 1910 г. Той умира в дома си по неопределени причини на 29 април 1910 г. Въпреки че е бил член на Митрополитската презвитерианска църква в града, той е погребан на Конгресното гробище.